# David Logan
David Kyle Logan (ur. 26 grudnia 1982 w Chicago) – amerykański koszykarz, posiadający także polskie obywatelstwo, grający na pozycji rzucającego obrońcy, były reprezentant Polski, obecnie zawodnik Branco Di Sardegna Sassari.
Został wybrany najlepszym graczem II dywizji NCAA w 2005 roku. Występował także we włoskiej drugiej lidze. Od 2006 do 2010 grał w polskiej lidze. W konkursie wsadów Meczu Gwiazd PLK 2007 zajął 2. miejsce. Podczas Meczu Gwiazd 2008 przegrał w finale konkursu wsadów z Aivarasem Kiaušasem – nie wykonał poprawnego wsadu. Najlepszy strzelec DBE w sezonie zasadniczym 2007/2008 – średnio 19,7 pkt. na mecz. Został wybrany MVP sezonu zasadniczego DBE 2007/2008 przez Gazetę Wyborczą i portal Sport.pl. Władze PLK uznały go z kolei MVP całego sezonu 2007/2008.
Po tym, jak w lipcu 2009 roku otrzymał polskie obywatelstwo, 11 sierpnia 2009 zadebiutował w kadrze Polski. W meczu z Chorwacją zdobył 16 punktów.
Były gracz hiszpańskiego klubu Caja Laboral Vitoria. W sierpniu 2011 podpisał dwuletni kontrakt z Panathinaikosem Ateny.
Po roku gry dla Panathinaikosu kontrakt został rozwiązany i podpisał umowę z Maccabi Tel Aviv, następnie grał w Albie Berlin. W latach 2014–2016 występował we włoskim Dinamo Basket Sassari. Następnie przez pół sezonu reprezentował litewski Lietuvos Rytas Wilno. 15 lutego 2017 podpisał umowę z włoskim klubem Scandone Avellino. 22 lipca został zawodnikiem francuskiego Strasburg IG Basket.
9 lutego 2019 dołączył do De Longhi Treviso Basket 2012, występującego w II lidze włoskiej. 12 lipca 2021 zawarł po raz kolejny w karierze kontrakt z włoskim Branco Di Sardegna Sassari.
Ma indiańskie korzenie – jego ojciec i dziadek są Indianami.

## Osiągnięcia
Stan na 22 lipca 2021, na podstawie, o ile nie zaznaczono inaczej.
NCAA
- Zawodnik Roku:
  - NCAA Division II (2005)
  - Konferencji Great Lake Valley (2005)
- Lider strzelców:
  - NCAA Division II (2005 – 28,6)
  - konferencji GLVC (2004 – 20,6)
- Zaliczony do składów:
  - I składu All-Great Lake Valley Conference (2003–2005)
  - składu honorable mention All-Conference (2002)
  - All-American (2005 przez Daktronics, Basketball Times, NABC)

Drużynowe
- Mistrz:
  - Polski (2009, 2010)
  - II ligi włoskiej Serie A2 (2019 – awans do Serie A)
- Wicemistrz:
  - Polski (2008)
  - Grecji (2012)
  - Izraela (2013)
  - Niemiec (2014)
  - Włoch (2015)
- 3. miejsce podczas mistrzostw Francji (2018)
- Zdobywca:
  - pucharu:
    - Włoch (2015)
    - Niemiec (2014)
    - Grecji (2012)
    - Izraela (2013)
    - Francji (2018)
    - LNP II ligi włoskiej (2019)

  - superpucharu:
    - Niemiec (2013)
    - Włoch (2014)
- Finalista Pucharu Polski (2009)
- Uczestnik rozgrywek:
  - 1/4 Pucharu ULEB (2008)
  - Euroligi (2008–2013, 2014/15)
  - Eurocupu (2007/08, 2013–2015)
  - ligi letniej NBA w barwach Dallas Mavericks (2005)

Indywidualne
- MVP:
  - sezonu DBE (2008)[13]
  - finałów PLK (2010)
  - pucharu:
    - Włoch (2015)
    - Francji (2018)
    - LNP II ligi włoskiej (2019)

  - superpucharu Ligi Izraelskiej (2012)
  - play-off II ligi włoskiej Serie A2 (2019)
- Laureat nagrody – Największy Postęp PLK (2008)[14]
- Uczestnik meczu gwiazd:
  - PLK (2007, 2008, 2009)[15]
  - francuskiej ligi LNB Pro A (2017)
- Lider strzelców:
  - fazy zasadniczej PLK (2008, 2009)[16]
- Zaliczony do I składu PLK (2008, 2010[17])

Reprezentacja
- Uczestnik Eurobasketu (2009 – 9. miejsce)